# خوان دييغو غونزاليس
خوان دييغو غونزاليس (بالإسبانية: Juan Diego González) (22 سبتمبر 1980 بميديلين في كولومبيا - ) هو لاعب كرة قدم كولومبي في مركز الدفاع. لعب مع ألماجرو وأونس كالداس وإنديبندينتي ميديلين وإنديبنديينتي سانتا في وسانتوس لاغونا وفيلادلفيا يونيون ونادي سان لورينزو ونادي إنفيغادو ولا إكويداد ‏ وديبورتيفو بيريرا.

## وصلات خارجية
- خوان دييغو غونزاليس على موقع الدوري الأمريكي (الإنجليزية)
- خوان دييغو غونزاليس على موقع إي إس بي إن إف سي (الإنجليزية)
- خوان دييغو غونزاليس على موقع قاعدة بيانات كرة القدم.إي يو (الإنجليزية)
- خوان دييغو غونزاليس على موقع عالم كرة القدم.نت (الإنجليزية)